# P-TRICK PLAN
P-TRICK PLAN（ぴーとりっく・ぷらん）は、日本の音楽グループであるP-MODELのベスト・アルバム。2020年9月25日にワーナーミュージック・ジャパンから発売された。

## 概要
ワーナーミュージックに所属していた初期のアルバムである『IN A MODEL ROOM』、『LANDSALE』、『Potpourri』から、Shop Mecanoの中野泰博が選曲したものとなっている。ジャケットの写真は生井秀樹によるもの。
なお、Shop Mecanoからの購入限定でエクストラ・ライナーノーツも付属する。

## 楽曲解説
各アルバムの楽曲解説を参照。

## 収録曲
| #   | タイトル                   | 作詞     | 作曲             | 時間 |
| --- | -------------------------- | -------- | ---------------- | ---- |
| 1.  | 「美術館で会った人だろ」   | 平沢進   | 平沢進           | 3:05 |
| 2.  | 「ヘルス・エンジェル」     | 田中靖美 | 田中靖美         | 2:28 |
| 3.  | 「子供たちどうも」         | 平沢裕一 | 平沢進           | 3:29 |
| 4.  | 「KAMEARI POP」            | 平沢進   | 平沢進           | 3:53 |
| 5.  | 「サンシャイン・シティー」 | 平沢裕一 | 田中靖美         | 2:03 |
| 6.  | 「MOMO色トリック」         | 平沢進   | 平沢進           | 3:16 |
| 7.  | 「I AM ONLY YOUR MODEL」   | 平沢進   | 平沢進           | 2:30 |
| 8.  | 「ミサイル」               | 平沢進   | 平沢進           | 2:43 |
| 9.  | 「リトル ボーイ」          | 田中靖美 | 田中靖美         | 2:40 |
| 10. | 「ダイジョブ」             | 平沢進   | 平沢進           | 3:04 |
| 11. | 「「ラヴ」ストーリー」     | 田中靖美 | 田中靖美         | 2:39 |
| 12. | 「異邦人」                 | 平沢進   | 平沢進、田中靖美 | 4:04 |
| 13. | 「ジャングルベッドⅠ」      | -        | 平沢進           | 2:01 |
| 14. | 「青十字」                 | 平沢進   | 平沢進           | 2:37 |
| 15. | 「ジャングルベッドⅡ」      | 平沢進   | 平沢進           | 3:50 |
| 16. | 「いまわし電話」           | 平沢進   | 平沢進           | 3:14 |
| 17. | 「marvel」                 | 平沢進   | 平沢進           | 2:57 |
| 18. | 「potpourri」              | 平沢進   | 平沢進           | 3:07 |
| 19. | 「アート・ブラインド」     | 平沢進   | 平沢進           | 2:41 |

## 参加ミュージシャン
P-MODEL
- 平沢進 - ボーカル、ギター、シンセサイザー、ベース
- 秋山勝彦 - ベース、シンセサイザー、コーラス、ピアノ
- 田中靖美 - キーボード、シンセサイザー、コーラス、ピアノ
- 田井中貞利 - ドラムス